# Attagenus duplex
Attagenus duplex là một loài bọ cánh cứng trong họ Dermestidae. Loài này được Reitter in Heyden miêu tả khoa học năm 1890.